# Ozarba albicostata
Ozarba albicostata là một loài bướm đêm trong họ Noctuidae.